# Apostasiòidies
Apostasioideae és una de les cinc subfamílies dins la família de les orquídies (Orchidaceae). Té només dos gèneres: Neuwiedia i Apostasia i 15 espècies, contrasta amb altres subfamílies d'orquídies que tenen moltes espècies.
Les Apostasioideae generalment es consideren un llinatge basal dins les orquídies basant-se en dades moleculars i estructura floral. Totes les altres subfamílies d'orquídies, exceptuant la Cypripedioideae són monandres (tenint un sol estam), tanmateix les Apostasiodae en tenen tres.